# 파브라 천문대

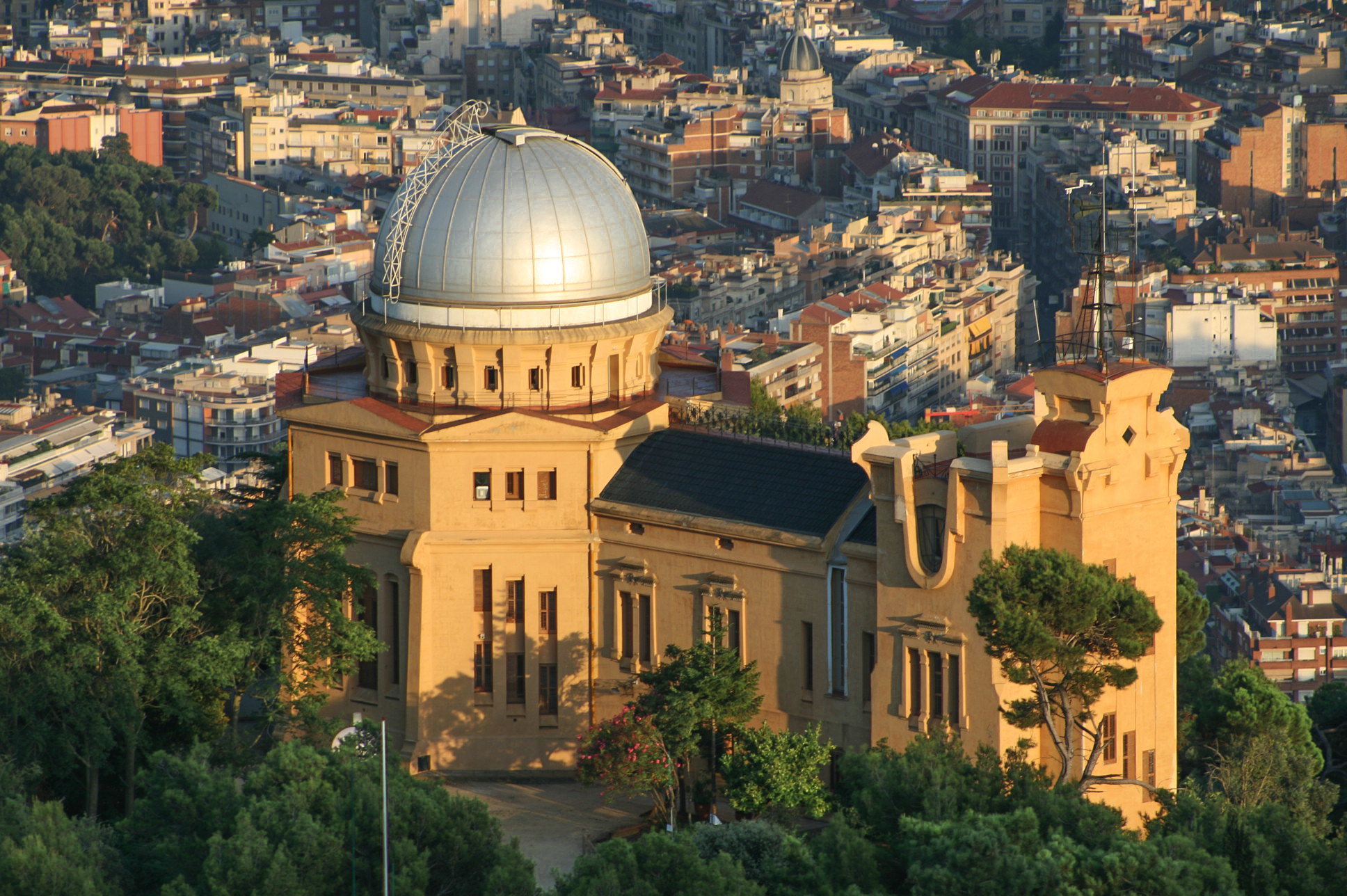
파브라 전망대

파브라 전망대(카탈루냐어: Observatori Fabra)는 바르셀로나 티비다보에 위치한 전망대이다.